# Call of Duty: Ghosts
Call of Duty: Ghosts (také nazýváno jako CoD: Ghosts) je videoherní střílečka z pohledu první osoby vydaná společností Activision v roce 2013. V Japonsku hru distribuovala společnost Square Enix. Hra byla vytvořena herním studiem Infinity Ward za podpory studií Raven Software a Certain Affinity, kteří spolupracovali na hře více hráčů. Další studio Neversoft pomohlo vytvářet herní mód Extinction. Nejdříve hra vyšla na platformy Microsoft Windows, PlayStation 3, Microsoft Xbox 360 a také pro konzoli Nintendo Wii U, jejíž port byl vytvořen ve studiu Treayrch. Později hra vyšla také na konzole PlayStation 4 a Xbox One a to při jejich vydání na trh.

## Děj

### Zasazení a postavy
Call of Duty: Ghosts je zasazeno do vymyšlené časové linie, která začíná po jaderném výbuchu na Středním východě. Národy těžící ropu z Jižní Ameriky rychle vytvoří "Federaci" kvůli hrozící světové ekonomické krizi a začnou růst do rozměru světových mocností a zabírat Střední Ameriku a Karibik.
Hlavními protagonisty jsou Duchové (angl. Ghosts), jednotka speciálních operací Spojených států, kteří jsou trénováni k provádění tajných misí za nepřátelskými liniemi. Jednotku vedl kapitán Elias Walker (Stephen Lang), který je veteránem armády Spojených států. V jednotce byli také jeho synové, Logan a David "Hesh" Walker (Brandon Routh), dále vytrénovaný německý ovčák přezdívaný Riley, kapitán Thomas A. Merrick (Jeffrey Pierce) a seržant Keegan P. Russ (Brian Bloom).
Hlavní záporná postava ve hře je Gabriel Rorke (Kevin Gage), původní zakladatel jednotky Ghosts, který pracuje pro Federaci po tom, co ho zajali a vymyli mu mozek.

### Příběh
Hra začíná v roce 2017, když kapitán Elias Walker vypráví svým synům, Loganovi a Davidovi Walkerovi, legendu, jak se poprvé Duchové (Ghosts), objevili. Mezitím ve vesmíru, vojáci Federace získají pod svou kontrolu vesmírnou stanici Orbital Defense Initiative (ODIN), což je orbitální super zbraň, která umožňuje velkoplošné bombardování pomocí kinetické energie. Vojáci chtějí s touto zbraní zničit mnoho měst na jihozápadu Spojených států. Přeživší američtí kosmonauti, Baker a Mosley, se rozhodnout zabránit útokům, a pro zničení vesmírné stanice se obětují. V tu chvíli na Zemi v San Diegu začne destrukce města díky kinetickému bombardování a Elias se svými dvěma syny z města těsně uteče.
O deset let později, Spojené státy a Federace dosáhli patového stavu, kdy velká území včetně mnoha zničených měst byly země nikoho. Armáda Federace se tak rozhodla vést opotřebovací válku, aby zničila přední linie armády Spojených států. Prozatím, Spojené státy zatím bojovali na půdě Federace a to u původních hranic s Mexikem. Logan a Hesh, kteří jsou součástí ozbrojených sil Spojených států pod velením Eliase, jsou odveleni spolu se svým vycvičeným německým ovčákem, Rileyim. Během hlídky uvidí, jak jeden z Američanů pracuje s Federací, a tím je Gabriel Rorke. Později jsou Logan a Hesh přepadeni smečkou vlků a nakonec se díky Thomasovi Merrickovi a Keeganovi Russovi, příslušníků jednotky Ghosts, podaří uprchnout. Nicméně, Merrick a Russ původně hledali po ztraceném Ajaxovi, kterého zajal Rorke. Logan a Hesh se rozhodnou, že při hledání Ajaxe pomohou, avšak ho našli příliš pozdě, jelikož byl již zabit.
Logan a Hesh se tak vrací do Santa Monicy k jednotkám Spojených států, aby pomohli zastavit útok Federace. Při protiútoku Američanů se Logan a Hesh znovu potkávají se svým otcem, který jim prozradí, že je vůdce jednotky Ghostů. Díky jejich speciálním výcviku otec ví, že se do jeho jednotky hodí, a tak je přijme a řekne jim vše o Rorkovi a také to, že byl jeho nejlepší přítel. Avšak, během úspěšné mise, kdy se podaří zavraždit prezidenta Federace, generála Diego Almagra, musí Elias neúčelně opustit Rorkeho, který byl tak vystaven na pospas smrti. Jelikož ho ale zajme armáda Federace a vymyje mu mozek, stane se zrádcem a začne účelně zabíjet členy jednotku Ghostů.
Když Ghostové najdou a zajmou Rorkeho, tak při zpátečné cestě domů napadnou vojáci Federace letadlo Ghostů a zachrání tak Rorkeho. Tým Ghostů je tak nucen přistát v hluboké amazonské džungli. Když jsou v džungli, uvidí, jak vystřelená raketa míří neznámo kam. Jakmile jsou zachráněni a zorganizováni, v Andách přepadnou laboratoř Federace, kde získají důležité informace týkající se tajné továrny v Rio de Janeiro. Pro zabezpečení transportu do továrny, Ghosti zničí na Antarktidě těžební základnu, která patří Federaci, a tak odlákají pozornost, aby mohli potopit torpédoborec chránící brazilské pobřeží. Když je jednotka Ghostů v továrně, odhalí, že Federace ukradla návrh technologii systému ODIN, a tak vytvořila vlastní bombardovací systém pojmenovaný LOKI. Po tom, co Ghostové zničí továrnu a přemístí se do úkrytu v Las Vegas, najde je a následně zajme Rorke. Po tom, co zabije Eliase, Logan a Hesh díky pomoci Merricka, Keegane a Rileyho, utečou.
Když systém LOKI začne být aktivní, porážka Spojených států začne být nevyhnutelná. Spojené státy se tak rozhodnou veškerou jejich sílu zbývající armády směřovat na nepřátelské vesmírné středisko v Chile, zatímco malá jednotka vojáků ve vesmíru vyřadí z provozu satelity Federace. Když je středisko zničené, rozhodne se Mesh a Logan pomstít Eliase a zabít Rorkeho. Když Rorkeho najdou, Rorke postřelí Meshe a než unese Logana, tak mu řekne, že Loganovi vymyje mozek, aby zabil zbývající členy Ghostů.

## Hratelnost

### Hra jednoho hráče
Příběh je v mnoha případech odprezentován jen jednou osobou a to Loganem Walkerem. Hráč tak většinu času hraje za Logana po boku dalších vojáků včetně astronauta Bakera nebo Loganova otce, Eliase Walkera.

### Hra více hráčů
Multiplayer v Call of Duty: Ghosts se od předešlých dílů série Call of Duty v některých ohledech liší. Mapy mají nyní místa, která mohou být změněna nebo dokonce zničena. Na některých mapách je k dispozici také KEM útok. Pokud hráč míří s odstřelovací puškou, má nyní přehled i okolo mířidla. Mapy dostupné v základní hře jsou: Octane, Prison Break, Tremor, Freight, Stormfront, Siege, Wargawk, Sovereign, Overlord, Flooded, Strikezone, Whiteout, Stoneheaven a Chasm. Hráči, kteří měli hru předobjednanou, dostali také hru Free Fall.

### Squads
Call of Duty: Ghosts přinesl zbrusu nový multiplayerový režim pojmenovaný Squads (Družstva). Cílem hráče je vydržet naživu co nejdéle přes nepřátelskými protivníky, které ovládá AI. Squads lze hrát ve třech režimech: Squad vs Squad, Wargame a Safeguard.

### Extinction
Extinction je úplně nový režim, který umožňuje kooperaci až ve čtyřech hráčích. Cíl je takový, že hráč či hráči musí bojovat proti různým typům vetřelců. Hráč má za úkol postupně zničit všechny úly vetřelců na mapě. Hráč si na začátku může vybrat mezi čtyřmi různými třídami, kdy každá třída má své unikátní vlastnosti. V základní hře je k dispozici mapa "Point of Contact". Tento režim je odemčen až po dohrání kampaně.

## Vývoj
Vydavatelská společnost Activision, 7. února 2013, potvrdila, že nový díl ze série Call of Duty je ve vývoji a bude vydán ve čtvrtém kvartálu roku 2013. Hra měla být konečně vytvořena na zcela novém herním enginu, později se však ukázalo, že hra pořád používá upravený engine IW. Verze na PlayStation 4 běží ve Full HD rozlišení a 60 snímcích za sekundu, zatímco verze pro Xbox One jen v HD Ready rozlišení.

## Edice
Call of Duty: Ghosts vyšlo v několika edicích lišících se podle obsahu a distribuce.

### Hardened Edition
Tato edice navíc obsahovala:
- Exkluzivní herní obsah (Ghost Insignia Pack, Team Leader Pack)
- Oficiální soundtrack
- Bonusovou mapu pro režim více hráčů - Free Fall
- Steelbook (ocelový nosič namísto standardního plastového)
- Náramek Paracord
- Season Pass (hráče opravňuje zdarma stáhnout budoucí herní rozšíření)

### Digital Hardened Edition
Tato edice byla pouze pro platformy Microsoft Windows a PlayStation 3 a byla výhradně distribuována přes distribuční kanál Steam a PlayStation Store.

Tato edice navíc obsahovala:
- Exkluzivní herní obsah (Digital Hardened Pack, Team Leader Pack)
- Bonusovou mapu pro režim více hráčů - Free Fall
- Season Pass (hráče opravňuje zdarma stáhnout budoucí herní rozšíření)

### Prestige Edition
Tato edice měla nejvíce obsahu a byla exkluzivně pro konzole PlayStation 3 a Xbox 360.

Tato edice navíc obsahovala:
- Taktickou kameru s Full HD rozlišením
- Exkluzivní herní obsah (Ghost Insignia Pack, Team Leader Pack)
- Oficiální soundtrack
- Bonusovou mapu pro režim více hráčů - Free Fall
- Steelbook (ocelový nosič namísto standardního plastového)
- Náramek Paracord
- Season Pass (hráče opravňuje zdarma stáhnout budoucí herní rozšíření)

## Stáhnutelný obsah
Pro hru Call of Duty: Ghosts vyšly celkem čtyři rozšíření (DLC).

### Onslaught
První stáhnutelný obsah byl s názvem Onslaught a vyšel nejdříve pro Xbox 360 a Xbox One a to 28. ledna 2014. Pro zbylé platformy, Windows, PlayStation 3 a PlayStation 4, vyšel přídavek 27. února 2014.

Obsahoval:
- Čtyři multiplayerové mapy - Fog, Bayview, Ignition a Containment
- Mapu pro Extinction režim - Nightfall
- Dvě zbraně - útočnou pušku Maverick a odstřelovací pušku Maverick A-2

### Devastation
Druhé rozšíření s názvem Devastation vyšel 3. dubna 2014 pro Xbox 360 a Xbox One a poté, 8. května 2014, na Windows, PlayStation 3 a PlayStation 4.

Obsahoval:
- Čtyři multiplayerové mapy - Ruins, Behemoth, Collision a Unearthed
- Mapu pro Extinction režim - Mayday
- Zbraň - samopal Ripper

### Invasion
V pořadí třetí stáhnutelný obsah, vyšel pro Xbox One a Xbox 360, 3. června 2014 a pro zbylé tři platformy až 3. července 2014.

Obsahoval:
- Čtyři multiplayerové mapy - Pharaoh, Departed, Mutiny a Favela
- Mapu pro Extinction režim - Awakening

### Nemesis
Čtvrtý a poslední stáhnutelný obsah s názvem Nemesis vyšel opět nejdříve pro konzole Xbox One a Xbox 360 a to 5. srpna 2014. Pro Windows, PlayStation 3 a PlayStation 4, balíček vyšel až 4. září 2014.

Obsahoval:
- Čtyři multiplayerové mapy - Goldrush, Subzero, Dynasty a Showtime
- Mapu pro Extinction režim - Exodus

## Prodeje
V listopadu 2015 měla hra na svém kontě, napříč všemi platformami, celkem 26 milionů prodaných kusů.

## Soundtrack
Oficiální soundtrack ke hře Call of Duty: Ghosts zkomponoval David Buckley. Soundtrack vyšel v digitálním vydání a je také začleněn v Hardened a Prestige edicích hry.

### Seznam skladeb
Album obsahuje celkem 35 písní.
| Pořadí | Název                               | Délka |
| ------ | ----------------------------------- | ----- |
| 1.     | Main Theme                          | 3:14  |
| 2.     | Ghost Stories                       | 1:47  |
| 3.     | Rorke Files                         | 1:59  |
| 4.     | Loki Combat                         | 2:00  |
| 5.     | Infiltration                        | 2:05  |
| 6.     | Tower Battle                        | 1:15  |
| 7.     | Sin City                            | 2:01  |
| 8.     | Santa Monica Beach Invasion         | 2:13  |
| 9.     | Computer Hack                       | 1:56  |
| 10.    | Enemy HQ                            | 1:55  |
| 11.    | Threnody                            | 0:54  |
| 12.    | Space Suicide                       | 2:05  |
| 13.    | End of the Line                     | 2:39  |
| 14.    | Severed Ties                        | 2:12  |
| 15.    | Clockwork                           | 1:51  |
| 16.    | San Diego Burning                   | 3:32  |
| 17.    | Atlas Falls                         | 1:30  |
| 18.    | Space Enemy                         | 2:46  |
| 19.    | ODIN                                | 2:19  |
| 20.    | Gathering Intel                     | 1:31  |
| 21.    | No Man's Land Battle                | 1:10  |
| 22.    | Trench Run                          | 1:41  |
| 23.    | Stealth Kill                        | 3:11  |
| 24.    | Liberty Wall                        | 2:38  |
| 25.    | Brave New World                     | 2:00  |
| 26.    | Northern Andes Mountains, Venezuela | 1:42  |
| 27.    | Birds of Prey                       | 1:10  |
| 28.    | Federation Base                     | 1:48  |
| 29.    | The Hunted                          | 2:02  |
| 30.    | Struck Down                         | 1:27  |
| 31.    | Ghost Killer                        | 1:14  |
| 32.    | Train Chase                         | 1:58  |
| 33.    | Federation Battle                   | 2:00  |
| 34.    | Legends Never Die                   | 4:38  |
| 35.    | Atonement                           | 3:50  |

## Přijetí
| Udělil       | Skóre |
| ------------ | ----- |
| Games.cz     | 7/10  |
| Hrej.cz      | 3/5   |
| Zing.cz      | 6/10  |
| Eurogamer.cz | 6/10  |
| Gamepark.cz  | 60 %  |